# 长沙街道
长沙街道，是中华人民共和国广东省江门市开平市下辖的一个乡镇级行政单位。

## 行政区划
长沙街道下辖以下地区：
楼冈社区、幕沙社区、东兴社区、侨园社区、梁金山社区、冲澄社区、三江社区、平冈村、西溪村、东升村、平原村、民强村、爱民村、新民村、杜溪村、西安村、东乐村、幕村、八一村和三联村。